# Język akkala
Język akkala – słabo poznany i obecnie wymarły język z grupy języków saamskich wschodnich. Posługiwali się nim mieszkańcy kilku osad na Półwyspie Kolskim w Rosji. Ostatni użytkownik, Marja Sergina, zmarł 29 grudnia 2003 roku. Przez wiele lat uznawany był za dialekt języka kildin.